# Giaura owgarra
Giaura owgarra är en fjärilsart som beskrevs av George Thomas Bethune-Baker 1906. Giaura owgarra ingår i släktet Giaura och familjen trågspinnare. Inga underarter finns listade i Catalogue of Life.